# Jean d'Antioche (chroniqueur)
Jean d’Antioche fut probablement un moine et chroniqueur du VIIe siècle originaire d’Antioche, ayant vécu à Constantinople sous le règne de l’empereur Phocas. Sous son nom nous sont parvenus des fragments d’une chronique universelle en langue grecque reprenant dans sa presque totalité celle rédigée plus de quatre-vingts ans auparavant par Eustathe d’Épiphanie.

## Biographie
Si l’existence d’un chroniqueur nommé Jean d’Antioche est bien attestée, son identité a fait l’objet de controverses qui se prolongent jusqu’à aujourd’hui.
Il est possible que sous ce nom se cachent deux auteurs différents, le premier ayant vécu au VIIe siècle, qui aurait rédigé une chronique universelle d’Adam jusqu’à l’exécution de Phocas en 610 et que l’on pourrait identifier avec le patriarche jacobite Jean II d’Antioche, alors que le deuxième aurait été un auteur du Xe siècle.
Selon Warren Treadgold il s’agirait plutôt d’une seule personne : un moine né à Antioche, qui aurait quitté cette ville, peut-être lorsqu’elle fut menacée par les Perses en 608, pour s’établir à Constantinople pendant le règne de Phocas  dont il semble avoir été le témoin oculaire. On ne doit pas le confondre avec Jean Malalas, également appelé « Jean d’Antioche » ou « Jean le Rhéteur », qui a aussi écrit une Histoire universelle se terminant à la mort de Justinien en 565. On s’est longuement interrogé pour savoir si Jean Malalas avait copié Jean d’Antioche ou si c’était Jean d’Antioche qui avait copié Malalas. Les plus récentes éditions de l’œuvre de Jean d’Antioche en 2005 et 2008 ont ravivé le débat. Pour le professeur Treadgold, la vérité serait plutôt que et Jean d’Antioche et Jean Malalas ont copié une troisième source, l’Épitomé chronographique d’Eustathe d’Épiphanie, aujourd’hui disparue.
Selon une dernière hypothèse, Jean d’Antioche n’aurait pas vraiment été un écrivain, mais un simple copiste, ce qui expliquerait les différences de style notables que l’on retrouve entre les différents fragments qui nous sont parvenus. Cette hypothèse rejoint celle de Treadgold jusqu’à un certain point puisque ce dernier affirme que Jean d’Antioche a simplement recopié (i.e. plagié) Eustathe d’Épiphanie.

## Œuvre

### Extraits «salmasiens» et «constantiniens»
La Chronique universelle (en grec ancien : Ἱστορία χρονική) nous est parvenue sous forme de fragments conservés dans deux sources différentes. Les premiers sont conservés dans le Codex Parisinus, appelé aussi Salmasius, du nom de Claude Saumaise (1588-1653), humaniste et philologue français. Les seconds font partie d’extraits (« Excerpta ») de deux anthologies thématiques dues à l’empereur byzantin Constantin VII Porphyrogénète et intitulées Sur les vertus et les vices et Sur les complots. Les spécialistes parlent ainsi d’extraits « salmasiens » et « constantiniens ». Une difficulté est que les extraits des deux sources concernant la dernière période de l’œuvre (de Justin Ier à 610) diffèrent considérablement les uns des autres : les extraits « constantiniens » répondent davantage aux normes de l’historiographie grecque antique, les extraits « salmasiens » ont un caractère plus byzantin et chrétien.
Comme mentionné plus haut, certains ont suggéré qu’il y aurait eu deux auteurs, d’autres un seul auteur mais deux versions : la collection salmasienne serait le texte original et la collection constantinienne un texte remanié au Xe siècle sous l’influence du mouvement humaniste de l’époque. Le professeur Treadgold pour sa part soutient que Jean d’Antioche aurait reproduit le texte d’Eustathe d’Épiphanie de façon pratiquement verbatim jusqu’à la fin du texte de celui-ci, au milieu du règne d’Anastase. Par la suite, Jean, qui avait assez d’éducation pour écrire en grec convenable, mais pas suffisamment pour reproduire le grec atticisant d’Eustathe, aurait rédigé lui-même une continuation jusqu’au règne de Phocas, utilisant un niveau de langue qui lui était plus familier.

### Composition
Cette œuvre monumentale, à la fois chrétienne et profane, comprend deux tomes. Le premier allant d’Adam et de la Création jusqu’à la guerre de Troie expose en parallèle l’histoire juive et l’histoire des autres peuples ; elle comprend cinq livres sous le titre « Histoire ancienne ». Le deuxième commence avec Énée pour s’interrompre brutalement après la chute d’Amida aux mains des Perses. Il contient à lui seul neuf livres, les livres I à V portant le titre global de « Les consuls », alors que les quatre autres sont intitulés « Les empereurs ».
Si l’on accepte que l’Histoire chronologique de Jean d’Antioche reprenait presque textuellement l’Épitomé chronologique d’Eustathe, l’œuvre devait se diviser ainsi :
- Tome I, « Histoire Ancienne »
  - Une introduction où Jean affirme être l’auteur de l’œuvre : « De l’œuvre de Jean d’Antioche remontant au temps de la Création du monde et composée à partir des textes de Moïse, d’Africanus, d’Eusèbe de Pamphilie, de Pausanias, de Didyme et d’autres[8].
  - Livre I : (histoire juive) d’Adam à Nemrod, le fondateur de Babylone ; (histoire des Gentils) du roi Cronos d’Assyrie au roi Œdipe de Thèbes ;
  - Livre II : (histoire juive) de Seroug à Josué ; (histoire des Gentils) de Prométhée (invention de l’écriture) à Ilos, fondateur de Troie ;
  - Livre III : (histoire juive) les juges jusqu’à Saül, premier roi ; (histoire des Gentils) du roi Lacon de Laconie aux premiers Jeux olympiques ;
  - Livre IV : la guerre de Troie et le retour des guerriers grecs ;
  - Livre V : (histoire juive) du roi David à la captivité à Babylone ; (histoire des Gentils) de Cranaüs, premier roi de Macédoine à Philippe II.
- Tome II
  - Ire partie : « Les Consuls »
    - Livre I : (histoire romaine) d’Énée aux deux premiers consuls, Brutus et Collatinus (509 av. J.-C.) ; (histoire grecque) le règne d’Alexandre le Grand (336-323 av. J.-C.) ;
    - Livre II : (histoire romaine) des deux premiers consuls à la nomination de Scipion l’Africain à titre de consul ; (histoire grecque) des successeurs d’Alexandre à la mort de Pyrrhus d’Épire, le grand ennemi de Rome ;
    - Livre III : (histoire romaine) de 210 av. J.-C. à la capture de Jugurtha par Sylla (106 av. J.-C.) ; (histoire grecque) de la mort de Pyrrhus à celle d’Attale, allié de Rome, à Pergame (138 av. J.-C.) ;
    - Livre IV : (histoire romaine) de 106 av. J.-C. à la mort de Sylla (78 av. J.-C.) ; (histoire grecque) de 138 av. J.-C. à la restauration de Ptolémée XII en Égypte (55 av. J.-C.) ;
    - Livre V : (histoire romaine) la fin de la République et l’avènement d’Auguste en 43 av. J.-C. ; (histoire grecque) l’annexion de l’Égypte par Rome (30 av. J.-C.).

  - IIe partie : « Les Empereurs »
    - Livre I : les empereurs jusqu’à Néron, dernier descendant de la maison d’Énée ;
    - Livre II : les empereurs jusqu’à Sévère et ses édifices à Byzance ;
    - Livre III : les empereurs jusqu’à Constantin ;
    - Livre IV : de Constantin au règne d’Anastase jusqu’à la chute d’Amida en 503, année où le texte se termine brusquement.
- Texte original de Jean d’Antioche : de l’avènement de Justin au règne de Phocas (518-610)[9].

Selon Treadgold, il est vraisemblable que Jean d’Antioche copia le texte d’Eustathe alors qu’il était encore à Antioche, puis l’apporta avec lui à Constantinople durant le règne de Phocas pour le continuer jusqu’en 610, année de la mort de l’empereur. En présentant sous son propre nom une œuvre écrite quelque quatre-vingt-cinq ans auparavant, peut-être espérait-il en tirer une certaine gloire récompensée par une nomination ecclésiastique. Ceci ne fut probablement pas le cas, car l’un des fragments le qualifie seulement de « moine ».
La Chronique servit par la suite de source à l’Épitomé de Zonaras.